# 響林
響林，是台灣屏東縣滿州鄉的一個傳統地域名稱，位於該鄉中部略偏北。相較於今日行政區，其範圍大致包括响林村東半部、長樂村不含西部及北部及東南部、九棚村東南端、里德村北端。
本地區境內主要聚落為下響林、頂響林、下萬里得、頂萬里得，設有長樂國小。

## 歷史
台灣日治初期，響林地區為一街庄，稱為「響林庄」（舊制街庄），隸屬於長樂里。該庄昔日北與九棚庄為鄰，東臨太平洋，東南邊及南邊為豬朥束庄，西南邊為蚊蟀庄，西邊及西北邊為九個厝庄。
1901年（日治明治三十四年）11月11日，全台廢縣廳改設二十廳，該庄隸屬於恆春廳。1904年（明治三十七年）5月1日，該庄編入「蚊蟀區」，隸屬於恆春廳。1909年（明治四十二年）10月25日，全台合併二十廳為十二廳，蚊蟀區改隸屬於阿緱廳。1920年（大正九年）10月1日，全台地方制度大改正，廢十二廳改設五州二廳，該庄改制為「響林」大字，隸屬於高雄州恆春郡滿州庄（新制街庄）。
戰後滿州庄改制為滿州鄉，隸屬於高雄縣，大字亦改制為村。1950年（民國39年）10月1日，高、屏分治，滿州鄉改隸屬於屏東縣。
相較於今日行政區，本地區的範圍大致包括响林村東半部、長樂村不含西部及北部及東南部、九棚村東南端、里德村北端。

## 聚落
本地區發展較早的聚落為下響林、頂響林、下萬里得、頂萬里得，在日治期初期的官方地圖上已有記載。

## 交通
縣道200號是恆春至港仔的道路，經過本地區的西部暨下響林、頂響林、下萬里得、頂萬里得等聚落。由該道路西行（大方向，當地先前南行）可前往滿州鄉滿州市區、恆春鎮，並止於網紗地區的省道台26線路口；東行（大方向，當地先前北行）可前往九棚地區，並止於港仔聚落旁的省道台26線港仔至旭海路段起點路口。
鄉道屏156線是保力至長樂的道路，其東側端點（終點）位於本地區西部邊界地帶偏北、長樂派出所旁的縣道200號路口。

## 學校
- 長樂國小

## 公務機關
- 屏東縣政府警察局恆春分局長樂派出所